# Кансанши
Кансанши (англ. Kansanshi) — город в замбийской Северо-Западной провинции.

## Географическое положение
Центр города располагается на высоте 1461 м над уровнем моря.

## Экономика
Большая часть трудоспособного населения города работает на медных шахтах.

## Транспорт
Ближайший к Кансанши аэропорт расположен в городе Солвези.

## Демография
Население города по годам:
| 1990   | 2000   | 2012   |
| ------ | ------ | ------ |
| 23 435 | 34 068 | 55 954 |